# نيك كولينز (ملحن)
نيك كولينز (بالإنجليزية: Nick Collins)‏ هو ملحن بريطاني، ولد في 1975.

## وصلات خارجية
- نيك كولينز على موقع ميوزك برينز (الإنجليزية)